# Gabriel Moiceanu
Gabriel Moiceanu (nascido em 12 de agosto de 1934) é um ex-ciclista romeno. Competiu na prova de estrada nos Jogos Olímpicos de Verão de 1960 e 1964, embora não tenha conseguido completar a corrida em 1960, foi 57º em 1964. Em 1964, terminou na sexta posição nos 100 km contrarrelógio por equipes.
Competiu na Corrida da Paz em 1956, 1958, 1959, 1961, 1962 e 1964, e venceu uma etapa em 1959 e 1964. Em 1958, venceu o Tour de Romênia, e em 1968 foi o segundo colocado na Volta a Marrocos.